# علی‌اکبر محمدزاده
علی‌اکبر محمدزاده فعال دانشجویی، دبیر انجمن اسلامی دانشگاه صنعتی شریف و زندانی سیاسی ایرانی است.

## بازداشت و زندان
علی اکبر محمدزاده، دبیر انجمن اسلامی دانشگاه صنعتی شریف، یک روز پس از اعتراضات جنبش سبز در ۲۵ بهمن ۱۳۸۹، هنگام خروج از دانشگاه توسط نیروهای امنیتی بازداشت شد. وی ۵۴ روز در سلول انفرادی بود و تا اول اردیبهشت ۱۳۹۰ نیز با خانواده‌اش ملاقات نکرده بود.
دادگاه رسیدگی به اتهامات محمدزاده برگزار شده و حتی قرار کفالت هم برای او صادر شده، اما دادسرای زندان اوین از پذیرش کفالت برای او خودداری می‌کند. اتهام این دانشجو تبلیغ علیه نظام، تجمع و تبانی علیه نظام و اخلال در نظم عمومی است.
علی عبدی، دبیر سابق واحد سیاسی انجمن اسلامی دانشگاه شریف، در گفتگو با دویچه‌وله می‌گوید که شنیده‌ها حاکی از صدور حکمی سنگین برای محمدزاده است. او دربارهٔ این دانشجوی زندانی چنین می‌گوید: «علی‌اکبر یکی از جوان‌ترین زندانیان سیاسی ماست که فقط ۲۲ سال دارد و ترم هشت مهندسی مکانیک بوده. همان‌طور که شاید اکثر دانشجویان دانشگاه شریف اذعان داشته‌اند، آقای محمدزاده شهره است به این که همیشه در چارچوب قانون‌های دانشگاه عمل کرده. یک پسر فوق‌العاده اخلاقی و فوق‌العاده دوست‌داشتنی است. مسئولین دانشگاه هم همه به این مسئله اذعان داشته و دارند؛ ولی خب متأسفانه این‌طور که بازجویان آقای محمدزاده گفته‌اند و آقای محمدزاده هم در دیدارهایش با خانواده مطرح کرده، به خاطر این که او گویا با بازجوها همکاری نمی‌کند، آن‌ها مانع از این شده‌اند که از زندان آزاد شود.»
عبدی می‌گوید، بسیاری از اتهاماتی که به علی اکبر محمدزاده وارد شده، مربوط به زمانی است که وی در زندان بوده‌است. او می‌گوید: «انجمن اسلامی دانشگاه شریف در تاریخ ۱۸ اسفندماه پلمب می‌شود؛ یعنی حدوداً یکماه بعد از این که آقای محمدزاده را بازداشت می‌کنند. خیلی از اتهاماتی هم که به آقای محمدزاده زده‌اند و در طول دوران بازجویی هم بوده، بعد از این داستان پلمب کردن انجمن اسلامی اتفاق می‌افتد.»
او از سوی شعبه ۱۵ دادگاه انقلاب اسلامی به ریاست قاضی صلواتی در تاریخ ۲۶ شهریور ۹۰ به ۶ سال زندان محکوم شد.
حکم او در تاریخ ۱۱ آبان ۹۰ توسط شعبه ۳۶ دادگاه تجدیدنظر استان تهران به ریاست قاضی زرگر عیناً به تأیید رسید. از این حکم ۶ سال زندان، پنج سال به خاطر تجمع و تبانی و یک سال نیز به خاطر فعالیت تبلیغی علیه نظام صادر شد.
همچنین وی که از بیماری خونی رنج می‌برد، در مهرماه ۹۰ از زندان به بیمارستان منتقل و چند روزی را در بیمارستان گذرانده و سپس به زندان منتقل شده بود.
وکیل محمدزاده که پرونده او را دیده، گفته‌است که هیچ مدرکی در مورد اتهام‌های واردشده در پرونده وجود ندارد و خود علی اکبر محمدزاده نیز هیچ‌کدام از اتهاماتش را نپذیرفته‌است.

### واکنش‌ها
- پیش از این ۱۵۰۰ نفر از دانشجویان دانشگاه صنعتی شریف با نوشتن نامه‌ای خواستار آزادی علی اکبر محمدزاده شده بودند و از مسئولان دستگاه قضایی خواسته بودند که در رسیدگی به اتهامات این دانشجو روند قانونی طی شود.

در مورد دیگری بیش از ۲۰۰ نفر از فارغ التحصیلان دانشگاه شریف در نامه‌ای به صادق آملی لاریجانی، رئیس قوه قضاییه ایران در مورد «بی‌قانونی‌های شکل‌گرفته» در این پرونده ابراز نگرانی کرده بودند و خواسته بودند که محمدزاده هرچه سریعتر آزاد شود.
- خواهر علی اکبر محمدزاده از دانشجویان دانشگاه صنعتی شریف، با انتشار در اعتراض به زندانی شدن بردارش نوشت: «هدف از نوشتن این نامه اعلام و اعتراض به وضعیت برادرم و باقی زندانیان سیاسی است که در وضعیت مشابهی قرار دارند و هیچ راه قانونی ای برای پیگیری وضعیت ایشان وجود ندارد زیرا طبق گفتهٔ بازجویان، آنها «حاضر به هم‌کاری» نیستند.»[۱۰]